# Restauriermörtel
Restauriermörtel (auch Antragung oder Steinersatzmasse genannt) werden von Steinmetzen verarbeitet, um Fehlstellen an historischen Bauwerken aus Naturstein auszubessern. Größere Fehlstellen von mehr als 100 cm² werden mit so genannten Vierungen aus Naturwerkstein eingebessert, der dem Originalstein weitestgehend entspricht. Zum Einkleben von Vierungen wird Steinkitt verwendet, der ähnliche Bindemittel enthält wie Restauriermörtel.

## Verwendung
Restauriermörtel werden entsprechend der DIN 18332 für Naturwerksteinarbeiten an Fehlstellen bis zu einer maximalen Größe von 100 cm² angetragen. Unterschieden wird in mineralisch-gebundenen, kunstharzgebundenen oder kieselgel-gebundenen Antragungen. Die Fehlstelle an einem Bauwerk wird händisch mit entsprechenden Steinmetzwerkzeugen ausgearbeitet, wobei nur morbide Substanz entfernt wird und es wird darauf geachtet, dass es zu geringstem Substanzverlust kommt. Die Antragung selbst wird erdfeucht angemischt und angetragen und optisch an die anstoßenden Steinoberflächen angepasst. 

## Zusammensetzung
- Mineralisch-gebundene Restauriermörtel bestehen aus Gesteinskörnungen wie Sand und Farbpartikeln mit den Bindemitteln Baukalk und Zement, die häufig mit Kunstharzen modifiziert werden. Bei den mineralischen Massen wird zwischen Antragemörtel und Restauriermörtel unterschieden. Die Antragemassen, die Kernaufbau oder Grundmasse genannt werden, sind nicht farblich angepasst und werden durch die farblich modifizierten Restauriermörtel etwa 3 Zentimeter als oberer Abschluss überdeckt. Die sichtbare Steinoberfläche wird an die sie umgebende Steinflächen strukturell angepasst und ggf. mit einer abschließenden farblichen Lasur versehen, falls dies zum optischen Angleich erforderlich ist. Diese Mörtel können konfektioniert hinsichtlich des ihn umgebenden Natursteins auf der Baustelle von den Steinmetzbetrieben erworben werden. Eingesetzt werden diese Steinersatzmassen vor allem für beschädigte Mauerwerke oder für profilierte Werksteine. Diese Mörtel werden auf der Baustelle mit Anmachwasser angemischt und sind wasserdampfdurchlässig.

- Kunstharz-gebundene Restauriermörtel erreichen wesentlich höhere Haftzugwerte und werden zumeist bei künstlerisch und kunsthistorisch wertvollen steinernen Skulpturen und steinerner Bauzier eingesetzt. Der Mörtel ist zweikomponentig und besteht aus Quarzkörnern und Farbpigmenten, denen Kunstharz, meist Epoxidharz oder Acrylharz (Methylmethacrylat), vor Ort beigemischt wird. Zu beachten ist, dass diese Mörtel bei einem Antrag über etwa 8 mm Stärke wasser- und dampfsperrend wirken, so dass es zu einer Wasseransammlung im Stein mit nachfolgenden Frostschäden und Schalenbildung kommen kann.

- Kieselgel-gebundene Restauriermörtel werden aus den Zuschlagstoffen Quarzmehl und Quarzsand sowie zur Einfärbung mit gemahlenen Sandstein hergestellt. Sie werden erdfeucht unter Zugabe von Kieselsäureester angemischt. Beim Abbindeprozess entsteht ein Kieselgel. Diese Restauriermörtel sind wasserdampfdurchlässig.